# Górna Austria

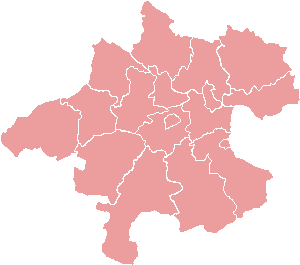
Górna Austria w podziale na powiaty

Górna Austria (niem. Oberösterreich) – kraj związkowy w północnej Austrii. Graniczy z Czechami, Niemcami oraz krajami związkowymi Austrii: Salzburgiem, Styrią i Dolną Austrią. Stolicą kraju związkowego jest miasto Linz.

## Podział administracyjny
Górna Austria składa się z trzech miast statutarnych (Statutarstadt) oraz 15 powiatów (Bezirk). W skład powiatów wchodzi 438 gmin, w tym 32 gminy miejskie (Stadt) oraz 151 gmin targowych (Marktgemeinde)
- Miasta statutarne
  - Linz – 95,99 km², 210 118 mieszkańców,
  - Steyr – 26,56 km², 37 917 mieszkańców,
  - Wels – 45,92 km², 64 385 mieszkańców,

- Powiaty
  - Braunau am Inn – siedziba: Braunau am Inn, 1040,84 km², 109 483 mieszkańców, 46 gmin,
  - Eferding – siedziba: Eferding, 259,72 km², 33 820 mieszkańców, 12 gmin
  - Freistadt – siedziba: Freistadt, 993,96 km², 67 964 mieszkańców, 27 gmin
  - Gmunden – siedziba: Gmunden, 1431,58 km², 103 355 mieszkańców [2004], 20 gmin
  - Grieskirchen – siedziba: Grieskirchen, 579,06 km², 66 303 mieszkańców, 33 gminy
  - Kirchdorf an der Krems – siedziba: Kirchdorf an der Krems, 1240,01 km², 58 119 mieszkańców, 23 gminy
  - Linz-Land – siedziba: Linz, 460,41 km², 155 441 mieszkańców, 22 gminy
  - Perg – siedziba: Perg, 613,52 km², 70 516 mieszkańców, 26 gmin
  - Ried im Innkreis – siedziba: Ried im Innkreis, 584,96 km², 62 949 mieszkańców, 36 gmin,
  - Rohrbach – siedziba: Rohrbach in Oberösterreich, 817,58 km², 57 909 mieszkańców, 37 gmin
  - Schärding – siedziba: Schärding, 618,44 km², 58 061 mieszkańców, 30 gmin
  - Steyr-Land – siedziba: Steyr, 971,73 km², 62 063 mieszkańców, 20 gmin
  - Urfahr-Umgebung – siedziba: Linz, 659,67 km², 87 868 mieszkańców, 27 gmin
  - Vöcklabruck – siedziba: Vöcklabruck, 1084,85 km², 141 101 mieszkańców, 52 gminy
  - Wels-Land – siedziba: Wels, 457,71 km², 76 130 mieszkańców, 24 gminy

(liczba ludności 1 stycznia 2023)

## Podział tradycyjny
- Innviertel
- Mühlviertel
- Hausruckviertel
- Traunviertel